# Simprovised
Simprovised, llamado Simprovisado en Hispanoamérica y en España, es el vigésimo primer y penúltimo episodio de la vigesimoséptima temporada de la serie animada Los Simpson, emitido originalmente el 15 de mayo de 2016 en EE.UU. El episodio fue escrito por John Frink y dirigido por Matthew Nastuk.

## Sinopsis
Después de echar a perder un discurso en el trabajo, Homer trata de improvisar una comedia. Mientras tanto, Marge ayuda a Bart a reconstruir la casa del árbol.

## Transmisión simultánea y promo #HomerLive
Este episodio fue transmitido de manera simultánea tanto en Estados Unidos como en Hispanoamérica como parte de la promoción "#HomerLive", la cual había estado anunciada por la cadena durante una semana. El nombre de la promoción hace alusión a que al final de este episodio, aparece Homer contestando preguntas de los fanes de la serie acerca de situaciones relacionados con el programa o con él mismo; como por el ejemplo el tipo de auto que conduce Homer, cual de tantos trabajos temporales más le ha gustado, a quien prefiere entre Carl y Lenny y qué tipo de pizza le gusta, entre otras preguntas preseleccionadas.